# Championnat de France de roller in line hockey 2007-2008
Navigation
Édition précédente Édition suivante
La saison 2007-2008 est la 13e édition du Championnat de France de roller in line hockey et est la première a porté le nom de Ligue élite, la compétition portant auparavant le nom de Nationale 1.

## Équipes engagées
- Diables rethelois
- Hawks d'Angers
- Ecureuils d'Amiens
- Yéti's de Grenoble
- Jokers d'Aubagne
- Apaches de Tours
- Artzak d'Anglet
- Fous du bitume de Villeneuve
- Aloses de Bordeaux
- Nice Roller Attitude

## Formule de la saison
Les équipes se rencontrent en matchs aller-retour. Une victoire rapporte 3 points, un match nul 2 points, une défaite 1 point et un forfait 0 point. L'équipe qui arrive première au classement est déclarée championne de France.

## Résultats

### Matchs
| Domicile / Extérieur | Amiens | Angers | Anglet | Aub.   | Bord.  | Gren. | Nice   | Rethel | Tours  | Vill.  |
| -------------------- | ------ | ------ | ------ | ------ | ------ | ----- | ------ | ------ | ------ | ------ |
| Amiens               |        | 3 - 4  | 3 - 4  | 12 - 0 | 6 - 0  | 2 - 3 | 7 - 2  | 3 - 8  | 3 - 4  | 5 - 5  |
| Angers               | 4 - 2  |        | 4 - 4  | 9 - 3  | 8 - 2  | 5 - 0 | 11 - 2 | 2 - 4  | 6 - 3  | 3 - 5  |
| Anglet               | 5 - 1  | 6 - 3  |        | 9 - 3  | 6 - 1  | 3 - 3 | 5 - 3  | 4 - 3  | 6 - 1  | 8 - 1  |
| Aubagne              | 3 - 3  | 3 - 4  | 5 - 8  |        | 4 - 6  | 2 - 4 | 4 - 5  | 1 - 11 | 6 - 3  | 2 - 10 |
| Bordeaux             | 1 - 6  | 1 - 7  | 1 - 6  | 5 - 4  |        | 2 - 2 | 6 - 2  | 2 - 7  | 4 - 2  | 6 - 7  |
| Grenoble             | 3 - 3  | 2 - 1  | 5 - 2  | 7 - 1  | 3 - 2  |       | 8 - 2  | 1 - 3  | 8 - 2  | 6 - 2  |
| Nice                 | 3 - 4  | 1 - 9  | 3 - 7  | 9 - 4  | 6 - 1  | 3 - 2 |        | 4 - 5  | 6 - 1  | ?      |
| Rethel               | 10 - 2 | 1 - 3  | 8 - 4  | 14 - 1 | 12 - 2 | 3 - 2 | 13 - 0 |        | 14 - 1 | 7 - 0  |
| Tours                | 1 - 4  | 2 - 9  | 3 - 6  | 4 - 4  | 4 - 4  | 1 - 1 | 3 - 1  | 0 - 1  |        | 4 - 8  |
| Villeneuve           | 7 - 2  | 4 - 4  | 10 - 3 | 4 - 4  | 7 - 1  | 1 - 3 | 8 - 4  | 4 - 4  | 8 - 2  |        |

|  | Victoire à domicile |  | Victoire à l'extérieur |

### Classement
| Pos. | Equipe     | Pts | PJ | V  | N | P  | F | +   | -   | +/- |
| ---- | ---------- | --- | -- | -- | - | -- | - | --- | --- | --- |
| 1er  | Rethel     | 46  | 18 | 15 | 1 | 2  | 0 | 128 | 36  | +92 |
| 2e   | Anglet     | 41  | 18 | 13 | 2 | 3  | 0 | 96  | 61  | +35 |
| 3e   | Angers     | 38  | 18 | 12 | 2 | 4  | 0 | 96  | 48  | +48 |
| 4e   | Grenoble   | 34  | 18 | 10 | 4 | 4  | 0 | 63  | 40  | +23 |
| 5e   | Villeneuve | 31  | 17 | 9  | 4 | 4  | 0 | 91  | 68  | +23 |
| 6e   | Amiens     | 21  | 18 | 6  | 3 | 9  | 0 | 71  | 67  | +4  |
| 7e   | Nice       | 15  | 17 | 5  | 0 | 12 | 0 | 56  | 98  | -42 |
| 8e   | Bordeaux   | 14  | 18 | 4  | 2 | 12 | 0 | 47  | 99  | -52 |
| 9e   | Tours      | 9   | 18 | 2  | 3 | 13 | 0 | 41  | 99  | -58 |
| 10e  | Aubagne    | 6   | 18 | 1  | 3 | 14 | 0 | 54  | 127 | -73 |

Nota : PJ : parties jouées, V. : victoires, N. : matchs nuls, P. : défaites, Pts : points, + : buts marqués, - : buts encaissés, +/- : différence de buts.

## Bilan
Rethel remporte son sixième titre national, après sa victoire 8 à 4 face à leur principal opposant, les basques d'Anglet, lors de l'avant-dernière journée.
Le club des Aloses de Bordeaux, qui réussit à se maintenir en terminant huitième, renonce à rester en Ligue élite. Bordeaux et Aubagne, dernier du championnat, sont remplacés par Caen et Montpellier promus de Nationale 1.
Le club de Tours termine à l'avant-dernière place, synonyme de relégation en division inférieure de Nationale 1. À la suite du désistement de Bordeaux il est envisagé d'organiser une rencontre entre le troisième et le quatrième de Nationale 1, Lille et Tours respectivement, pour déterminer qui remplacera Tours en élite. Lille ne souhaitant pas participer à la Ligue élite, cette rencontre n'est finalement pas organisée et le club des Apaches de Tours est maintenu en Ligue élite.